# Sunčica Barišić
Sunčica Barišić, poznatija pod umjetničkim imenima Insolate i Miss Sunshine je osječka producentica, kompozitorica i DJ-ica elektroničke glazbe. 

## Karijera
DJ karijeru započela je 1997. Producirati je počela 2006.
Nastupala na Tomorrowlandu, Exitu i  Dimensionsu, berlinskom Berghainu, njujorškom Unterau i pariškom Rexu, Kolumbiji, Argentini, Kini, SAD-u.

## Diskografija
Miss Sunshine
- Bad, sweet doubt (LP, 2010., Monocline Records)

Insolate
- Order is chaos (2019., Out Of Place)
- Order is chaos (Remix) (2021., Out Of Place)

### EP
Miss Sunshine
- The morning after (2007., Decoded Mini Records), Miss Sunshine & Marko Moree
- Hush! (2009., Monocline Records)
- Sugar drops (2010., Dual Musik)
- Dark me out (2010., Schoene Musik)
- Apto 406 (2011., Illegal Alien Records)
- She's a crazy psycho (2011., Swap Recordings)
- Ego trippin (2011., Zool Muzic)
- La locura (2011., FVF Records)
- L'amour ‎(2012., Monocline Records)
- Third act (2013., Decoy)
- Backyard (2013., Random Island)
- Revenge / Broken desert (2013., Tic Tac Toe Records)
- Trapped (2014., Vent)
- Mixed feelings ‎(2015., Vent)
- MS00 ‎(2015., Kaputt Ltd.)
- RI№12 (2016., Random Island)
- MS00 ‎(2016., Kaputt Ltd.)
- Thoughts & figures (2013., Coincidence Records)
- End game (2015., Coincidence Records)

Insolate
- The Mood Module (2015., Deeply Rooted)
- Renew (2016., Out Of Place)
- Indigo Blue (2018., Modular Expansion Records)
- Obscure Object Of Desire (2018., User Experience)
- Proletarijat 005 (2018., Proletarijat / Пролетаријат)
- Rebel love (2018., Coincidence Records)
- All the wrong things (2018., Prodigal Son), Insolate & Arnaud Le Texier
- Flare (2019., Suara)
- Disgrace (2019., H.omevvork Recordings)
- Hyperventilation (2021., ?), Insolate feat. Sara Renar
- Sins (2021., Symbolism)

### Singlovi
Miss Sunshine
- Shuffled mind (2011., Divided Recordings)
- UnMold (2011.,	Bondage)

Insolate
- Model 10 (2020., NORD LTD), Insolate na EP-u Shkedul, Insolate, HD Substance – NORD 006